# Liga Profesional Saudí 2021-22
La temporada 2021-22 fue la 47.ª edición de la Liga Profesional Saudí, la máxima categoría del fútbol en Arabia Saudita. La liga inició el 11 de agosto de 2021 y finalizó el 27 de junio de 2022.
La liga contó con 16 equipos: trece de la edición anterior y tres ascendidos de la Primera División Saudí 2020-21. El Al-Hilal partió como defensor del título y revalidó el logro tras coronarse por 18.° oportunidad.

## Equipos
Los clubes Al-Qadisiyah, Al-Wehda y Al-Ain fueron relegados a la Primera División Saudí al ubicarse en las posiciones 14, 15 y 16 de la temporada anterior. Ascendieron el Al-Hazem, Al-Fayha y el Al-Tai.

### Ciudades y estadios
| Club       | Ciudad         | Estadio                         | Capacidad |
| ---------- | -------------- | ------------------------------- | --------- |
| Abha       | Abha           | Prince Sultan bin Abdul Aziz    | 20 000    |
| Al-Ahli    | Yeda           | King Abdullah Sports City       | 62 242    |
| Al-Ahli    | Yeda           | Príncipe Abdullah al-Faisal     | 27 000    |
| Al-Batin   | Hafar Al-Batin | Al-Batin Club                   | 6000      |
| Al-Ettifaq | Dammam         | Príncipe Mohamed bin Fahd       | 35 000    |
| Al-Faisaly | Harmah         | Al Majma'ah Sports City         | 7000      |
| Al-Fateh   | Al-Hasa        | Príncipe Abdullah bin Jalawi    | 26 000    |
| Al-Fayha   | Al Majma'ah    | Al Majma'ah Sports City         | 7000      |
| Al-Hazem   | Ar Rass        | Al-Hazem Club                   | 8000      |
| Al-Hilal   | Riad           | Príncipe Faisal bin Fahd        | 22 500    |
| Al-Ittihad | Yeda           | King Abdullah Sports City       | 62 242    |
| Al-Ittihad | Yeda           | Príncipe Abdullah al-Faisal     | 27 000    |
| Al-Nassr   | Riad           | Mrsool Park                     | 25 000    |
| Al-Raed    | Buraidá        | King Abdullah Sport City        | 25 000    |
| Al-Shabab  | Riad           | Príncipe Faisal bin Fahd        | 22 500    |
| Al-Shabab  | Riad           | Rey Fahd                        | 68 752    |
| Al-Taawoun | Buraidá        | King Abdullah Sport City        | 25 000    |
| Al-Tai     | Hail           | Príncipe Abdul Aziz bin Musa'ed | 12 000    |
| Damac      | Khamis Mushait | Prince Sultan bin Abdul Aziz    | 20 000    |

*Nota: Los estadios presentados en la tabla anterior fueron los utilizados por los distintos equipos durante la temporada.

## Desarrollo

### Clasificación
| Pos. | Equipo         | Pts. | PJ | G  | E  | P  | GF | GC | Dif. | Clasificación o descenso                  |
| ---- | -------------- | ---- | -- | -- | -- | -- | -- | -- | ---- | ----------------------------------------- |
| 1    | Al-Hilal (C)   | 67   | 30 | 20 | 7  | 3  | 63 | 28 | +35  | Fase de grupos de la Liga de Campeones    |
| 2    | Al-Ittihad     | 65   | 30 | 20 | 5  | 5  | 62 | 29 | +33  |                                           |
| 3    | Al-Nassr       | 61   | 30 | 19 | 4  | 7  | 58 | 36 | +22  |                                           |
| 4    | Al-Shabab      | 55   | 30 | 15 | 10 | 5  | 52 | 36 | +16  |                                           |
| 5    | Damac          | 44   | 30 | 12 | 8  | 10 | 38 | 44 | −6   |                                           |
| 6    | Al-Tai         | 37   | 30 | 11 | 4  | 15 | 33 | 45 | −12  |                                           |
| 7    | Al-Raed        | 36   | 30 | 10 | 6  | 14 | 35 | 45 | −10  |                                           |
| 8    | Al-Fateh       | 35   | 30 | 9  | 8  | 13 | 45 | 41 | +4   |                                           |
| 9    | Abha           | 35   | 30 | 9  | 8  | 13 | 27 | 43 | −16  |                                           |
| 10   | Al-Fayha       | 35   | 30 | 8  | 11 | 11 | 21 | 24 | −3   | Ronda de play-off de la Liga de Campeones |
| 11   | Al-Ettifaq     | 34   | 30 | 8  | 10 | 12 | 40 | 47 | −7   |                                           |
| 12   | Al-Taawoun     | 34   | 30 | 7  | 13 | 10 | 43 | 48 | −5   |                                           |
| 13   | Al-Batin       | 33   | 30 | 8  | 9  | 13 | 31 | 41 | −10  |                                           |
| 14   | Al-Faisaly (D) | 33   | 30 | 7  | 12 | 11 | 28 | 37 | −9   | Descenso a la MS League                   |
| 15   | Al-Ahli (D)    | 32   | 30 | 6  | 14 | 10 | 38 | 43 | −5   | Descenso a la MS League                   |
| 16   | Al-Hazem (D)   | 17   | 30 | 4  | 5  | 21 | 23 | 50 | −27  | Descenso a la MS League                   |

 Fuente: SPL
Criterios de clasificación: 1) Puntos; 2) Puntos en partidos directos; 3) Gol diferencia en partidos directos; 4) Gol diferencia; 5) Goles anotados; 6) Puntos Fair-play (Nota: Desempate con enfrentamientos directos es usado solo después de haber jugado todos los partidos entre los equipos en cuestión).
Notas:
1. 1 2 3  Puntos en partidos directos: Al-Fateh 5, Abha 5, Al-Fayha 4. Gol diferencia en partidos directos: Al-Fateh +1, Abha –1.
2. ↑  Campeón de la Copa de la Custodia de las Dos Mesquitas Sagradas 2021-22, clasificado a la ronda de play-off de Liga de Campeones.
3. 1 2  Puntos en partidos directos: Al-Ettifaq 3, Al-Taawoun 3. Gol diferencia en partidos directos: Al-Ettifaq +2, Al-Taawoun –2.
4. 1 2  Puntos en partidos directos: Al-Batin 4, Al-Faisaly 1.

### Resultados
| Local \ Visitante | ABH | AHL | BAT | ETT | FSY | FAT | FAY | HAZ | HIL | ITT | NSR | RAE | SHB | TWN | TAI | DAM |
| ----------------- | --- | --- | --- | --- | --- | --- | --- | --- | --- | --- | --- | --- | --- | --- | --- | --- |
| Abha              |     | 2–0 | 1–0 | 1–1 | 0–0 | 3–1 | 0–0 | 2–1 | 1–1 | 0–4 | 1–3 | 1–0 | 2–1 | 1–1 | 1–0 | 1–3 |
| Al-Ahli           | 1–1 |     | 1–0 | 4–0 | 1–1 | 1–1 | 1–1 | 1–0 | 1–1 | 3–4 | 1–2 | 1–3 | 3–4 | 1–1 | 3–1 | 1–1 |
| Al-Batin          | 2–1 | 2–2 |     | 0–0 | 1–0 | 0–2 | 2–0 | 0–0 | 1–1 | 2–3 | 3–4 | 2–0 | 0–3 | 3–2 | 0–0 | 2–1 |
| Al-Ettifaq        | 1–2 | 1–0 | 2–1 |     | 1–0 | 0–0 | 1–1 | 5–2 | 0–2 | 1–3 | 2–2 | 2–2 | 2–2 | 1–3 | 0–1 | 0–1 |
| Al-Faisaly        | 1–0 | 2–2 | 2–2 | 1–1 |     | 1–0 | 2–1 | 1–0 | 2–3 | 1–2 | 2–1 | 0–0 | 0–0 | 2–2 | 1–0 | 3–0 |
| Al-Fateh          | 3–0 | 0–1 | 2–3 | 4–0 | 4–1 |     | 1–1 | 0–1 | 0–3 | 4–4 | 0–1 | 2–3 | 2–0 | 3–0 | 1–2 | 5–5 |
| Al-Fayha          | 0–0 | 2–0 | 1–0 | 0–1 | 0–0 | 0–0 |     | 1–0 | 1–0 | 1–0 | 1–1 | 1–0 | 1–2 | 0–1 | 2–0 | 0–0 |
| Al-Hazem          | 2–0 | 2–2 | 2–3 | 0–3 | 0–0 | 0–1 | 3–1 |     | 1–1 | 0–1 | 1–4 | 2–0 | 1–2 | 3–3 | 0–1 | 0–1 |
| Al-Hilal          | 2–0 | 4–2 | 0–0 | 3–2 | 2–1 | 2–3 | 0–0 | 2–0 |     | 2–1 | 0–2 | 3–2 | 5–0 | 3–2 | 1–0 | 2–0 |
| Al-Ittihad        | 6–1 | 2–0 | 0–0 | 3–2 | 1–0 | 3–0 | 2–0 | 3–0 | 1–3 |     | 3–0 | 3–0 | 0–2 | 1–1 | 1–0 | 2–1 |
| Al-Nassr          | 2–1 | 1–1 | 1–0 | 0–1 | 4–0 | 2–1 | 1–0 | 2–1 | 0–4 | 1–3 |     | 2–2 | 4–2 | 3–1 | 4–1 | 4–1 |
| Al-Raed           | 1–0 | 1–0 | 1–0 | 1–1 | 1–1 | 1–0 | 1–0 | 2–0 | 0–1 | 1–2 | 0–3 |     | 0–2 | 0–3 | 4–0 | 0–2 |
| Al-Shabab         | 1–1 | 0–0 | 4–0 | 3–3 | 1–0 | 1–1 | 2–1 | 2–0 | 2–2 | 0–2 | 1–0 | 3–0 |     | 3–1 | 3–0 | 2–1 |
| Al-Taawoun        | 2–0 | 1–1 | 1–0 | 0–4 | 2–2 | 1–1 | 1–1 | 2–1 | 1–2 | 1–1 | 0–1 | 3–5 | 1–1 |     | 1–2 | 3–0 |
| Al-Tai            | 0–1 | 1–2 | 3–1 | 4–2 | 3–1 | 1–0 | 1–3 | 3–0 | 0–4 | 1–0 | 2–1 | 2–2 | 2–2 | 1–1 |     | 1–2 |
| Damac             | 3–2 | 1–1 | 1–1 | 1–0 | 2–0 | 0–3 | 1–0 | 1–0 | 2–4 | 1–1 | 0–2 | 3–2 | 1–1 | 1–1 | 1–0 |     |